# Оушн-шорз
Оушн-шорз (Ocean Shores, 維景灣畔) — высотный жилой комплекс, расположенный в Гонконге, в округе Сайкун (второй по величине жилой комплекс района Чёнкуаньоу). Первая фаза состоит из башен 1—6 (1998 — 2001), вторая фаза — из башен 7—10 (1999 — 2002), третья фаза — из башен 11—17 (2000 — 2003). В состав комплекса входят более 6,2 тыс. квартир различной площади (в том числе 2080 в первой фазе, 1664 — во второй фазе, 2472 — в третьей фазе), несколько паркингов на 1 тыс. мест, торговые помещения. Девелоперами проекта являются компании Swire Properties и Sun Hung Kai Properties.
В состав комплекса входят: 
- 58-этажная башня 1—3 (174 м)[7]
- 58-этажная башня 5 (174 м)[8]
- 58-этажная башня 6 (174 м)[9]
- 58-этажная башня 7 (174 м)[10]
- 58-этажная башня 8 (174 м)[11]
- 58-этажная башня 9—10 (174 м)[12]
- 57-этажная башня 11—13 (171 м)[13]
- 58-этажная башня 15 (174 м)[14]
- 58-этажная башня 16 (174 м)[15]
- 58-этажная башня 17 (174 м)[16]